# Cēzars Ozers
Cēzars Ozers (ur. 11 lutego 1937 w Rydze, zm. 5 listopada 2023 tamże) – łotewski koszykarz. W barwach Związku Radzieckiego zdobył srebrny medal podczas XIX Letnich Igrzysk Olimpijskich Rzym 1960.
Występował na pozycji obrońcy. Zawody rozegrane w 1960 były jego jedynymi igrzyskami olimpijskimi, podczas turnieju olimpijskiego zdobył 14 punktów. W seniorskiej karierze był związany z VEF Ryga. W barwach tego klubu m.in. dwukrotnie zajął trzecie miejsce w mistrzostwach Związku Radzieckiego (1960 i 1966).